# Imants Lieģis
Imants Lieģis (Meriden (Regne Unit) 30 d'abril de 1955) és un polític i diplomàtic letó, va ser ministre de Defensa de Letònia entre 2009 i 2010. El setembre de 2012 va presentar la carta credencial com ambaixador extraordianri i plenipontenciari de Letònia a Hongria.
Diplomàtic de carrera Lieģis va ser nomenat el 1997 per ocupar el càrrec d'ambaixador de Letònia en l'OTAN, també va ser ambaixador a Espanya des de setembre de 2008 fins a març de 2009 